# Qiaoyi (köpinghuvudort i Kina, Hunan Sheng, lat 28,42, long 112,92)
Qiaoyi (kinesiska: 桥驿, 桥驿镇) är en köpinghuvudort i Kina. Den ligger i provinsen Hunan, i den södra delen av landet, omkring 25 kilometer norr om provinshuvudstaden Changsha. Antalet invånare är 31 364. Befolkningen består av 15 446 kvinnor och 15 918 män. Barn under 15 år utgör 13,0 %, vuxna 15-64 år 74 %, och äldre över 65 år 12,0 %.
Runt Qiaoyi är det tätbefolkat, med 683 invånare per kvadratkilometer. Närmaste större samhälle är Gaotangling, 11,6 km sydväst om Qiaoyi. Trakten runt Qiaoyi består till största delen av jordbruksmark.
Genomsnittlig årsnederbörd är 1 710 millimeter. Den regnigaste månaden är maj, med i genomsnitt 305 mm nederbörd, och den torraste är oktober, med 46 mm nederbörd.